# The Only Good Indians
The Only Good Indians es una novela de terror de 2020 de Stephen Graham Jones. Se publicó por primera vez el 14 de julio de 2020 a través de Saga Press y Titan Books.

## Trama
Un hombre Blackfeet llamado Ricky sale de un bar para orinar afuera y atrapa a un alce que tropieza con varios autos en el estacionamiento, dañándolos. Ricky intenta calmar a los alces, pero los vendedores blancos lo atrapan afuera con los autos dañados. Lo persiguen hasta un campo, momento en el que ve el reflejo de los ojos de una manada de alces. Ricky es asesinado a golpes.
La historia luego pasa a Lewis, uno de los amigos de la infancia de Ricky que también se mudó de su reserva. Lewis está casado con una mujer blanca llamada Peta y trabaja como cartero. Una noche, mientras arregla una luz, Lewis ve la imagen de un alce muerto en el piso de abajo y casi muere al caer, pero Peta lo salva en el último momento. Lewis comienza a recordar vergonzosamente un evento de su adolescencia que involucra a un alce y busca repetir la visión marcando con cinta adhesiva la forma del alce en el piso. Lo ayuda su compañera de trabajo Shaney, una mujer crow que lo incomoda debido a que sus compañeros de trabajo blancos proyectan un romance en ellos. Durante varios días, Lewis vislumbra más alces y les cuenta su historia a Shaney y Peta. Cuando eran adolescentes, Lewis, Ricky y sus amigos Gabe y Cass persiguieron una manada de alces hasta la sección de ancianos de la reserva, donde legal o tradicionalmente no se les permitía cazar. En la historia, los niños matan a varios alces y se apresuran a vestirlos. A Lewis le preocupa que el alce al que disparó, una hembra joven, no haya muerto. Lewis vuelve a dispararle al alce. Al vestirlo, Lewis se horroriza al descubrir que está embarazada. Saca el feto y lo entierra. Se compromete a utilizar cada porción de la madre alce y a regalar su carne a los ancianos de la reserva. Al regresar a su camión, el guardabosques detiene a los niños y los obliga a deshacerse de las tallas de alce.
De regreso al presente, Lewis sospecha del comportamiento de Shaney y está convencido de que ella es el espíritu del alce cuando su esposa encuentra a su perro muerto pisoteado. Él diseña un accidente que mata a Shaney. Intenta confirmar que ella es el espíritu del alce pero no puede. Sorprende a su esposa, que está trabajando en la misma luz que él antes, y ella cae y muere cuando Lewis no interviene como lo hizo. Intenta determinar si Peta era en realidad el espíritu del alce y nuevamente no puede, pero luego se da cuenta de que parece estar embarazada. Corta una cría de alce y huye con ella, luego es asesinado a tiros por la persecución formada por las muertes y mutilaciones de Shaney y Peta.
Se da la perspectiva del espíritu del alce, Po'noka. Ella busca matar a todos los amigos para vengar a su rebaño y a su cría. Ella se está convirtiendo rápidamente en una mujer con apariencia humana y hace autostop de regreso a la reserva.
Cass y Gabe se están preparando para una ceremonia en una cabaña de sudor que se realizará en la casa de Cass. Cass se está preparando para proponerle matrimonio a su novia Crow, Jo. Ella lo ha ayudado a mantenerse sobrio y empleado. Gabe no está sobrio y tiene prohibido asistir a los partidos de baloncesto de su hija Denorah debido a su comportamiento. Denorah es una estrella prometedora en la cancha. Antes de sudar, Gabe pasa y hace una apuesta con Denorah sobre los tiros libres, que ella gana. Cass y Gabe comienzan a sudar con Nathan Yellow Tail, el hijo de Victor, un policía local. Víctor será el responsable del mantenimiento de las piedras de su ceremonia. Nathan va por un mal camino y Victor espera que el sudor lo enderece. Durante el transcurso de la noche, Víctor ve a la mujer con cabeza de alce y ella lo mata. Gabe sale del albergue para orinar y encuentra a los perros de Cass asesinados a golpes. Él no quiere lidiar con eso, así que los deja y no dice nada cuando vuelve a sudar. Sin embargo, trae consigo un termo que encontró en la parte trasera de su camioneta. Resulta ser el termo en el que Cass guarda su dinero y su anillo de compromiso, lo que lleva a un conflicto violento entre Cass y Gabe. Tratando de dejar claro un punto, Gabe sacude la casa de Cass que está en reparaciones, sin darse cuenta de que Jo, la novia de Cass, se esconde debajo. Su muerte hace que Cass tome un rifle para dispararle a Gabe, pero él solo le corta a Gabe y en su lugar golpea a alguien que cree que es Denorah, que llegó para cobrar las ganancias de su apuesta. Cass permite que Gabe lo mate a golpes por matar a su hija. Gabe descubre que Cass en realidad le había disparado a Nathan, que no está muerto. Gabe y Nathan ven a la mujer con cabeza de alce. Nathan es pisoteado por caballos que intentan escapar. Gabe habla brevemente con la mujer con cabeza de alce y acepta suicidarse si ella perdona a Denorah. Una vez que él se dispara, ella reconoce que planea matar a Denorah de todos modos, ya que ella es la cría de Gabe.
Denorah llega al lugar del sudor y se encuentra con la mujer con cabeza de alce disfrazada de Shaney. Ella le dice a Denorah que los hombres están reuniendo a los perros en los caballos para explicar su ausencia. Los dos juegan un partido de baloncesto, durante el cual Denorah sospecha cada vez más. Finalmente, la mujer con cabeza de alce resulta herida y ya no puede ocultar su naturaleza. Persigue implacablemente a Denorah a través del desierto nevado. Denorah se encuentra con Nathan gravemente herido en uno de los caballos y lo envía de regreso a la ciudad para alertar a las personas que pueden rescatarla. Al final de su resistencia, Denorah tropieza con un claro de huesos de alce. Se da cuenta de que es el lugar de la masacre de los alces, de la que su padre nunca estuvo dispuesto a contarle. Sólo lo sabe por su padrastro. La mujer con cabeza de alce encuentra el lugar donde Lewis enterró a su cría y del suelo da a luz a una cría viva. El padrastro de Denorah llega para salvarla; es el guardabosques que interrumpió la caza y sabía dónde encontrarlos. Denorah evita que su mano mate a la mujer con cabeza de alce, quien se despoja de su humanidad y se retira al desierto con su cría.

## Desarrollo
Jones afirmó que la idea de The Only Good Indians probablemente comenzó a desarrollarse mientras él y su esposa alquilaban una casa en Gunbarrel, Colorado. También cree que la génesis del libro puede haber surgido de un evento de su infancia, donde su tío le impidió cazar a una madre osa grizzly.
Jones ha notado que la novela se alejaba un poco de sus escritos habituales, un proceso que disfrutó, y que el libro "venía en tres partes". Encontró que escribir sobre la caza era el mayor desafío, ya que puede "fingirlo en los automóviles y en las personas, pero tengo que hacerlo bien para los cazadores".

## Lanzamiento
The Only Good Indians se publicó en formato de tapa dura y libro electrónico el 14 de julio de 2020 a través de Saga Press. Una adaptación del audiolibro narrada por Shaun Taylor-Corbett se lanzó simultáneamente a través de Simon & Schuster Audio. La novela también se publicó en el Reino Unido a través de Titan Books el 21 de julio de 2020.